# Vostok 2
Vostok 2 (o Восток-2) fue la segunda misión del Programa Vostok y la segunda tripulada del programa espacial soviético. La nave fue lanzada del Cosmódromo de Baikonur el 6 de agosto de 1961. 
Completó 17,5 órbitas y aterrizó el día siguiente.

## Tripulación
- Piloto: Guerman Titov.
- Tripulación de respaldo: Andrián Nikoláyev.